# Русское (озеро, Новгородская область)
Ру́сское (также Врусское, Большое Островно) — пресноводное озеро в Новгородской области России, находится на территории Валдайского района, расположено на особо охраняемой природной территории федерального значения Национальный парк «Валдайский».
Расположено на юге района, на Валдайской возвышенности, в 11,5 километрах к север-северо-востоку от озера Вельё. Находится на высоте 188 метров над уровнем моря. Форма озера лопастная, длина около 2,5 км, ширина в юго-западной части достигает 1,4 км. На озере имеется 4 острова: три в северо-восточной части и один в южной. Площадь водной поверхности — 2,4 км², площадь водосбора — 125 км². 
На севере впадает река Орловка, вытекающая из Городенского озера; на западе вытекает река Полометь, приток Полы, относящаяся к бассейну озера Ильмень. Берега низкие, значительно изрезаны, поросли лесом. Деревня Миробудицы находится на юго-западном берегу.
Озеро богато рыбой, обитает щука, лещ, плотва, окунь.